# Schloss Wertingen

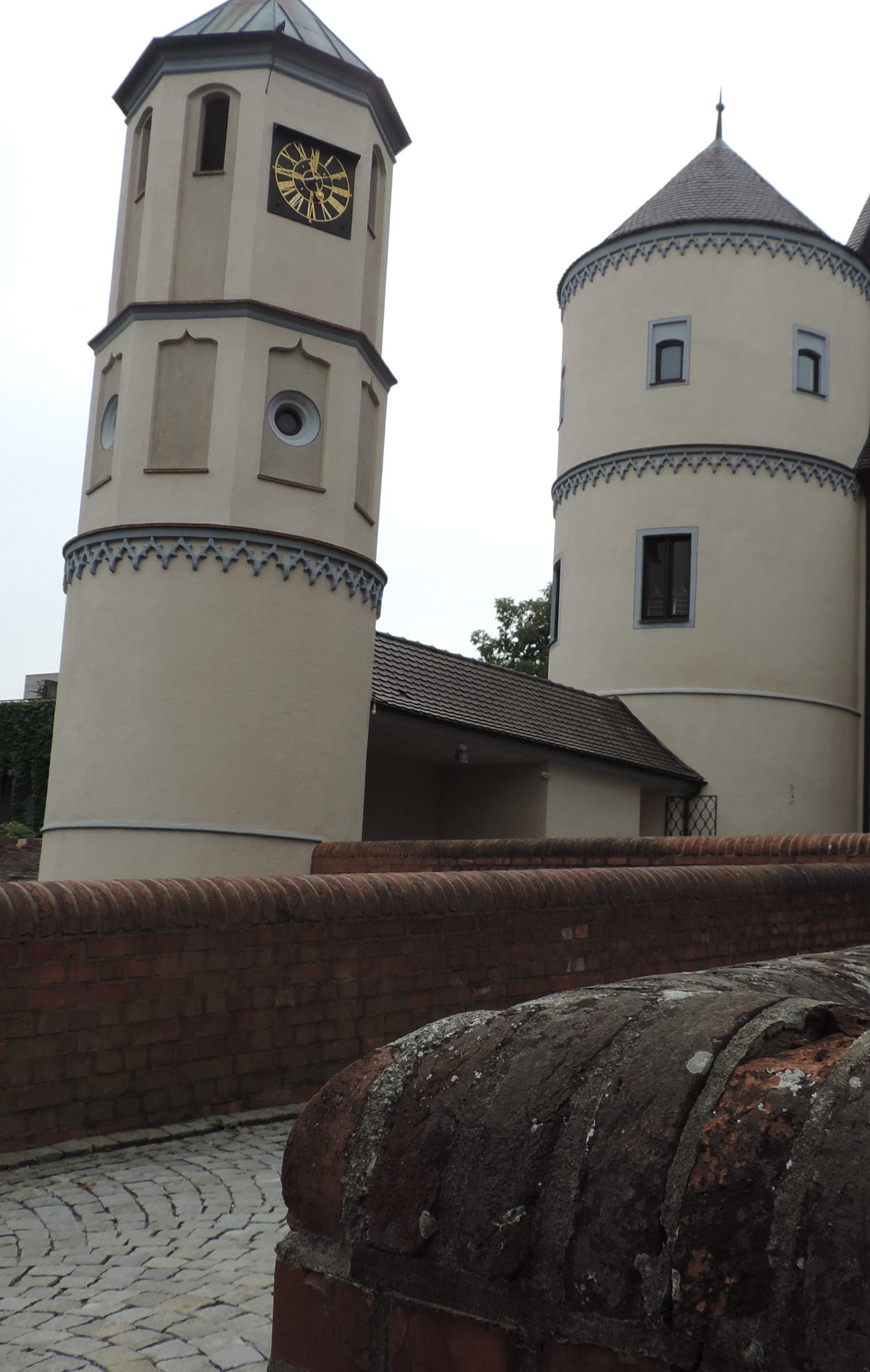
Rundtürme des Schlosses

Schloss Wertingen ist eine Doppelschlossanlage mit zwei- bzw. dreigeschossigen Satteldachbauten, umzogen von einem tiefen, beiderseits gemauerten Graben. Es liegt am Nordwestrand der Altstadt von Wertingen im Landkreis Dillingen an der Donau im bayerischen Regierungsbezirk Schwaben.

## Geschichte
1348 erwarb der Augsburger Patrizier Johann Langenmantel zum Sparren die Herrschaft Wertingen als bayerisches Lehen. Der neue Herr ließ 1354 das alte Schloss als zweigeschossigen Satteldachbau errichten. Verschiedene Angriffe beschädigten immer wieder das Gebäude, zuletzt 1462. 1467 verkauften die Langenmantels die Herrschaft Wertingen an Mang I. Marschalk von Pappenheim. Um 1500 erfolgte eine grundlegende Veränderung des Schlosses. Um diese Zeit kamen zwei Rundtürme hinzu sowie der Unterbau des freistehenden südlichen Uhrenturmes. 
Adam Wolfgang Christoph von Pappenheim ließ 1654 östlich vom Schloss einen dreigeschossigen Erweiterungsbau mit zwei Ecktürmen, das sog. Neue Schloss, erbauen. Als um 1700 die Manneslinie derer von Pappenheim ausstarb, fiel die als Lehen ausgegebene Herrschaft an das Kurfürstentum Bayern zurück. Für kurze Zeit, bis 1714, war sie im Besitz der Fürsten Lobkowitz. Anschließend fiel die Herrschaft wieder an die Lehensherrn zurück. Folgend wurde im Schloss ein eigenes Pfleggericht errichtet, aus dem schließlich in den Jahren 1803 bis 1806 das Landgericht Wertingen hervorging. Ferner war im Schloss das Rentamt untergebracht. Als im Jahre 1862 die Trennung von Justiz und Verwaltung erfolgte, kamen das Landgericht und das Bezirksamt als reine Justizbehörden im Doppelschloss unter.
Heute ist das 2015 aufwändig renovierte Schloss (einschließlich Schlossmauer) im Besitz der Stadt Wertingen. Es ist Sitz der Verwaltungsgemeinschaft Wertingen und beherbergt das Heimatmuseum.

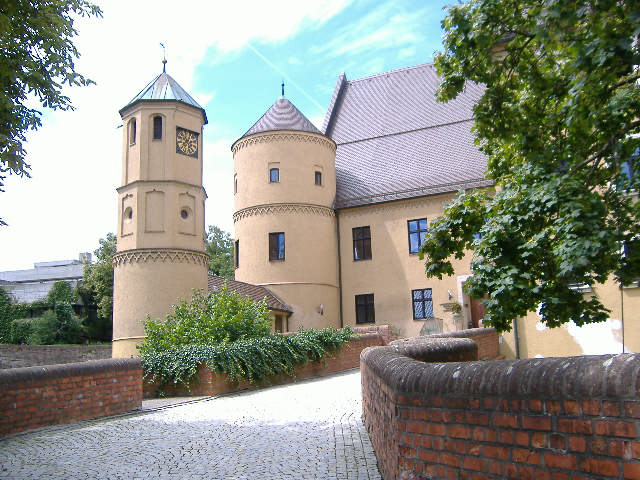
Schloss Wertingen, Südfront
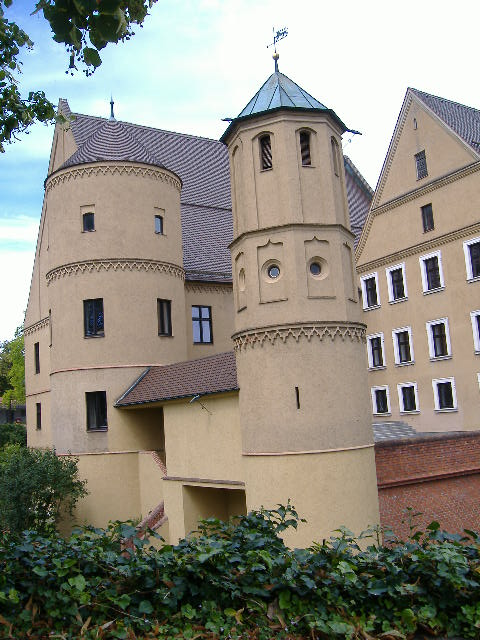
Schloss Wertingen, Ostfront
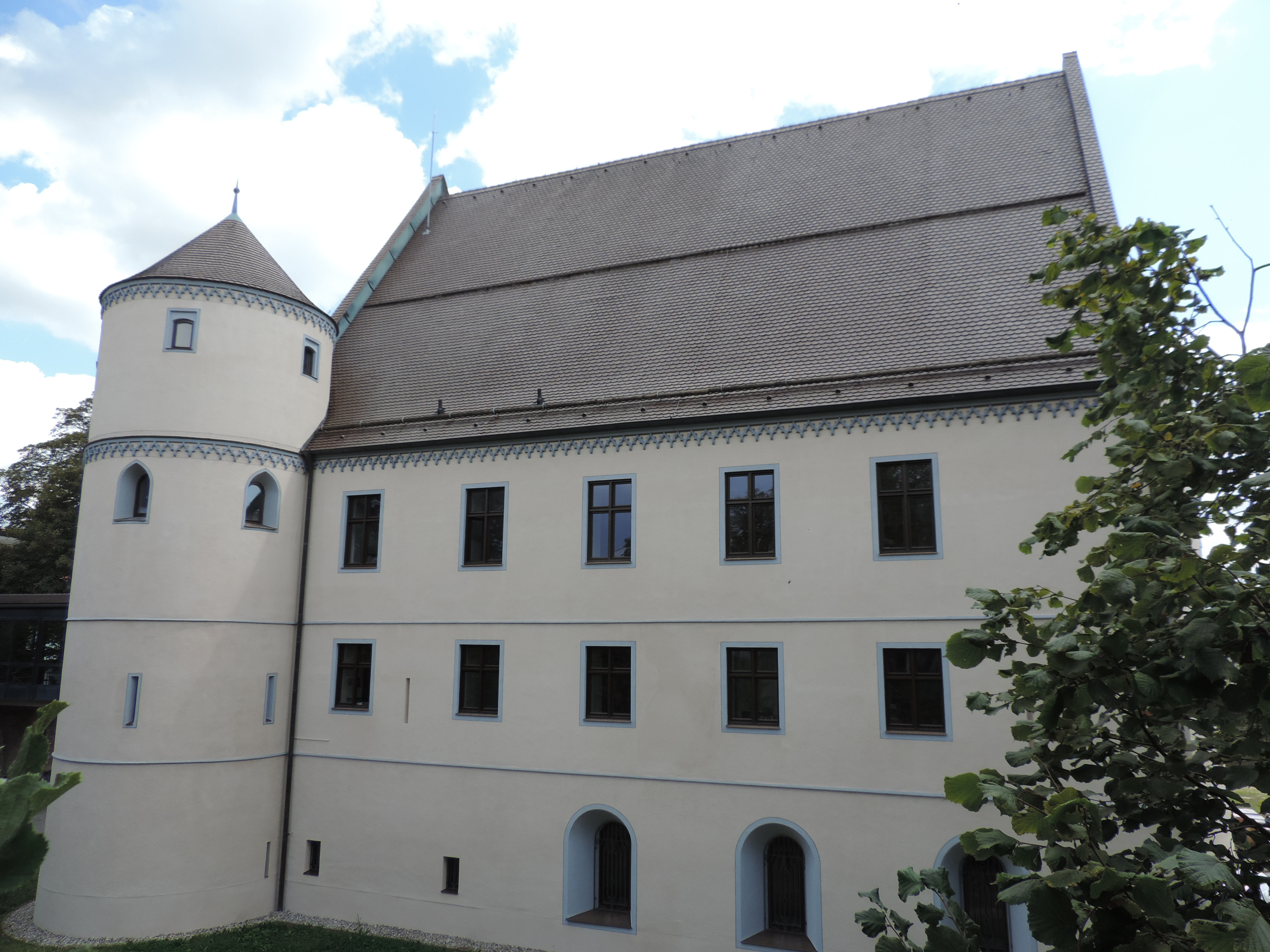
Nordseite des Schlosses